# 母さんが二人
『母さんが二人』は、1973年5月12日に日本テレビ系の「土曜グランド劇場（現：土曜ドラマ）」（当時は21:30 - 22:25および単発ドラマ枠）の枠で放映されたテレビドラマ。主演は宇津井健。

## 概要
スナックを経営する由原木耕介は、妻・加代、息子・宏らと平和に暮らしていた。ある日、妹の泰枝がやってきて、宏を返してほしいと切り出した。宏は五年前、泰枝と恋人の中込との間に生まれたこどもだった。中込は泰枝を捨てた男だったが、こんど、あらためて結婚するから宏を引き取りたいという。宏が可愛くてならぬ耕介の心は重かった。そのとき、工事現場で遊んでいた宏が大ケガをする。

## 出演
- 由原木耕介：宇津井健
- 泰枝：佐藤オリエ
- 中込：松橋登
- 加代：河内桃子
- 宏：水野哲

## スタッフ
- 脚本：長谷川公之
- 演出：池田義一
- 制作：日本テレビ

| 日本テレビ系列 土曜グランド劇場 | 日本テレビ系列 土曜グランド劇場 | 日本テレビ系列 土曜グランド劇場 |
| 前番組                          | 番組名                          | 次番組                          |
| ------------------------------- | ------------------------------- | ------------------------------- |
| 忘れ雛                          | 母さんが二人                    | 娘の結婚、夫の同棲              |